# Metal Female Voices Fest
Il Metal Female Voices Fest è un festival di musica heavy metal che si tiene in Belgio dal 2003.

## Edizioni

### 2003
Tenutosi l'8 novembre al Ten Weyngaert a Forest.
- Epica
- Autumn
- Anthemon
- Sengir
- Keltgar
- Morning
- The Last Embrace

### 2004
Tenutosi il 7 novembre ad Ancienne Belgique a Bruxelles.
- Nightwish
- Epica
- Flowing Tears
- Darkwell
- Sengir
- Visions of Atlantis
- Syrens Call
- Ashes You Leave

### 2005
Tenutosi il 22 ottobre all'Oktoberhallen di Wieze.
- Lacuna Coil
- After Forever
- Epica
- Leaves' Eyes
- Autumn
- Elis
- Midnattsol
- Mercury Rain
- Asrai
- Skeptical Minds
- The Legion of Hetheria
- Diluvium

### 2006
Tenutosi il 21 ottobre all'Oktoberhallen di Wieze.
- Tristania
- Delain (sostituiscono i Theatre of Tragedy a causa di malore di due membri del gruppo)
- Lullacry
- Midnattsol
- Forever Slave
- Xandria
- Sengir
- Visions of Atlantis
- Skeptical Minds
- Naiossaion
- The Legion of Hetheria
- Anachronia
- Theatres des Vampires
- Macbeth

### 2007
13 ottobre
Tenutosi al Ten Weyngaert di Bruxelles.
- Seraphim
- Kells
- Markize
- Ethernity
- Sad Siberia

19 ottobre
Tenutosi all'Oktoberhallen di Wieze.
- Doro
- Holy Moses (show speciale per il 25simo anniversario di fondazione della band)
- Dylath-Leen
- Darzamat (cancellata)
- Benedictum

20 ottobre
Tenutosi all'Oktoberhallen di Wieze.
- Leaves' Eyes
- Sirenia
- Epica
- Autumn (cancellata)
- Flowing Tears
- Seraphim
- Delain
- Elis
- Draconian
- Battlelore
- Distorted
- Imperia  (cancellata)
- Valkyre
- Interria

### 2008
19 ottobre
Tenutosi all'Oktoberhallen di Wieze.
- White Skull
- Ethernity
- Girlschool
- Why She Kills
- Izegrim
- ChaosWave
- Eths
- Benedictum
- Dylath-Leen

18 ottobre
Tenutosi all'Oktoberhallen di Wieze.
- L'Âme Immortelle
- Midnattsol
- Edenbridge
- Atargatis
- Markize
- Kells
- Tarja
- Diablo Swing Orchestra
- Macbeth
- Asrai
- Trail of Tears
- Epica

### 17 ottobre
Tenutosi all'Oktoberhallen di Wieze.
- Epica
- Delain
- Midnattsol
- Krypteria
- Flowing Tears
- Autumn
- Amberian Dawn
- Kivimetsän Druidi
- Unsun
- Manic Movement
- Pinky Doodle Poodle
- Whyzdom

18 ottobre
Tenutosi all'Oktoberhallen di Wieze.
- Tarja
- Doro (show speciale per il 25º anniversario di carriera della cantante)
- Leaves' Eyes (show speciale in versione acustica)
- Trail of Tears
- Van Canto
- Darzamat
- Stream Of Passion
- Lahannya
- Deadlock
- To-Mera
- Coronatus

### 2010
22 ottobre
Tenutosi all'Oktoberhallen di Wieze.
- Hells Belles
- Manic Movement
- The Veil

23 ottobre
Tenutosi all'Oktoberhallen di Wieze.
- Arch Enemy
- ReVamp
- Krypteria
- Tristania
- Visions of Atlantis
- 69 Chambers
- Dylath-Leen
- Bare Infinity
- Skeptical Minds
- Godyva
- Pythia

24 ottobre
Tenutosi all'Oktoberhallen di Wieze.
- Epica ("The Phantom Agony show")
- Leaves' Eyes
- HolyHell
- Sarah Jezebel Deva
- The Agonist
- Omega Lithium
- Diabulus in Musica
- Dejafuse
- Ram-Zet

### 2011
21 ottobre
- Battlelore
- Xandria
- Bare Infinity

 22 ottobre
- Doro
- Leaves' Eyes
- Diabulus in Musica
- Trail of Tears
- Benedictum
- Dylath-Leen
- Deadlock
- Amaranthe
- Kivimetsän Druidi
- Coma Divine
- Nemhain
- Hanging Doll

 23 ottobre
- Therion
- Visions of Atlantis
- Draconian
- Stream of Passion
- System Divide
- Midnattsol
- Triosphere
- VelvetSeal
- Operatika
- Diary About My Nightmares

### 2012
20 ottobre
- Lacuna Coil
- Arch Enemy
- Delain
- Arkona
- Amberian Dawn
- Skeptical Minds
- Dimlight
- Lahannya
- Seduce the Heaven
- Benighted Soul
- Crysalys
- Anwynn

 21 ottobre
- Epica
- Xandria
- Diabulus in Musica
- Trail of Tears
- Sarah Jezebel Deva
- Trillium
- 69 Chambers
- November-7
- Meden Agan
- Valkyre

### 2013
18 ottobre
- Eve's Apple
- Liv Kristine

 19 ottobre
- Lacuna Coil
- Delain + Sharon den Adel
- Leaves' Eyes
- Kontrust
- Asrai
- Kobra and the Lotus
- Chaostar
- Serenity
- Imperia
- Victorians
- Azylya
- Magion

 20 ottobre 
- Tarja + Floor Jansen
- ReVamp
- Anneke van Giersbergen
- Crimfall
- Stream of Passion
- Cadaveria
- Eleanor
- Dalriada
- Hell City
- L'Endevi

### 2014
Tenutosi all'Oktoberhallen di Wieze, Belgio.

### 17 ottobre
- Metal Female Voice United
- Saeko
- Ayin Aleph
- Diary Of Destruction

### 18 ottobre
- Leaves' Eyes
- The Sirens
- Sirenia
- Ancient Bards
- Diabulus in Musica
- Draconian
- Head Phones President
- Dark Sarah
- La Ventura
- Jaded Star
- Skeptical Minds
- Season of Ghosts

### 19 ottobre
- Therion
- Arkona
- Xandria
- Stream Of Passion
- Holy Moses
- Viper Solfa
- Magistina Saga
- Enemy of Reality
- Evenoire
- Aria Flame

### 2016
21 ottobre 
Show acustico
 22 ottobre 
- Leaves' Eyes
- MaYaN
- Battlelore
- Kontrust
- Artrosis
- Spoil Engine
- Savn
- Crescent Lament
- Ancient Myth
- Mourning Sun
- Evig Natt

 23 ottobre
- Tarja
- Liv Kristine + Raymond Rohonyi
- Tristania
- Whyzdom
- Enemy of Reality
- Feridea
- Blackthorn
- Skarlett Riot
- Mercy Isle

### 2019
- Leaves' Eyes
- Anneke van Giersbergen's VUUR
- Mary's Blood (Tokyo only)
- Evig Natt
- Sailing to Nowhere
- Ancient Myth (Osaka only)
- Rakshasa (Osaka only)
- Eleanor (Tokyo only)